# 화순군수 선거
화순군수 선거는 전라남도 화순군의 군수를 선출하는 선거이다.

## 역대 민선 화순군수
| 선거   | 정당 | 정당           | 군수   |
| ------ | ---- | -------------- | ------ |
| 1995년 |      | 민주당         | 임흥락 |
| 1998년 |      | 무소속         | 임흥락 |
| 2002년 |      | 무소속         | 임호경 |
| 2004년 |      | 무소속         | 이영남 |
| 2006년 |      | 민주당         | 전형준 |
| 2006년 |      | 무소속         | 전완준 |
| 2010년 |      | 무소속         | 전완준 |
| 2011년 |      | 민주당         | 홍이식 |
| 2014년 |      | 새정치민주연합 | 구충곤 |
| 2018년 |      | 더불어민주당   | 구충곤 |
| 2022년 |      | 더불어민주당   | 구복규 |

## 역대 선거 결과

### 제1회 전국동시지방선거
|  | 78.44% |

|  | 21.55% |

### 제2회 전국동시지방선거
|  | 51.82% |

|  | 48.17% |

### 제3회 전국동시지방선거
|  | 56.34% |

|  | 43.65% |

### 2004년 대한민국 재보궐선거
임호경 군수의 군수직 상실로 인해 치러진 2004년 대한민국 재보궐선거에서 무소속 이영남 후보가 당선되었다.

### 제4회 전국동시지방선거
|  | 63.53% |

|  | 36.46% |

### 2006년 대한민국 재보궐선거
전형준 군수의 사임으로 인해 치러진 2006년 대한민국 재보궐선거에서 무소속 전완준 후보가 당선되었다.

### 제5회 전국동시지방선거
|  | 41.46% |

|  | 35.64% |

|  | 22.89% |

### 2011년 대한민국 재보궐선거
|  | 49.03% |

|  | 38.84% |

|  | 10.41% |

|  | 1.70% |

### 제6회 전국동시지방선거
|  | 33.43% |

|  | 25.00% |

|  | 17.56% |

|  | 15.98% |

|  | 5.24% |

|  | 2.77% |

### 제7회 전국동시지방선거
|  | 70.31% |

|  | 29.68% |

### 제8회 전국동시지방선거
|  | 75.46% |

|  | 24.53% |